# Luis Paulsen
Luis Paulsen (n. 15 ianuarie 1833 – d. 18 august 1891) a fost un șahist german.
1. ↑  „Luis Paulsen”, Gemeinsame Normdatei, accesat în 9 aprilie 2014